# Offenbüttel
Offenbüttel là một đô thị thuộc huyện Dithmarschen, trong bang Schleswig-Holstein, Đức. Đô thị Offenbüttel có diện tích 14,25 km².